# Dönmeh

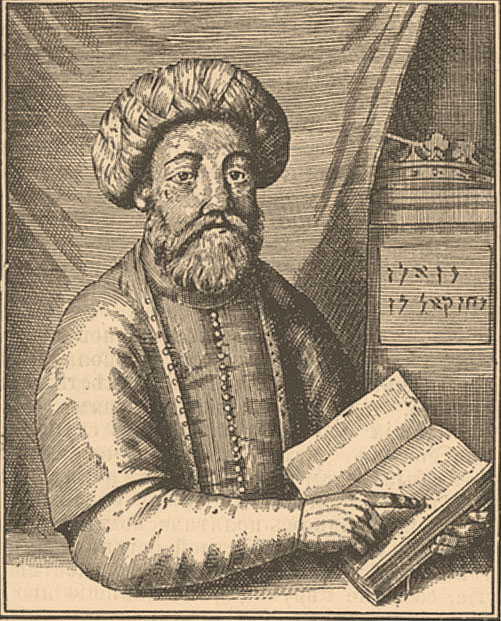
Shabtai Tzvi.

El término Dönmeh (del Turco dön-, "volverse"), o también Selânikli (para aquellos que provienen de Tesalónica), se refiere a un grupo de sabateos criptojudíos sefardíes de Oriente Medio que fueron seguidores en el siglo XVII del mesías judío Shabtai Tzvi. 
Para los Dönmeh, la conversión de Tzvi tuvo una significación religiosa particular, más específicamente cabalística. Contrariamente a los sefardíes españoles, para los que la práctica del judaísmo era exclusiva, los fundadores de la secta se convirtieron posteriormente al Islam, considerando que esta religión les proporcionaba mayores beneficios tributarios.

## Enlaces
- The Dönmes: Crypto-Jews under Turkish Rule by Jacob M. Landau Jewish Political Studies Review 19:1-2
- Haartz Gazetesinde bir yazı
- Sabah'tan bir yazı
- Zevi Bektaşi tekkesinde Archivado el 27 de septiembre de 2006 en Wayback Machine.
- Donmeh - Frequently Asked Questions Archivado el 3 de agosto de 2008 en Wayback Machine.
- - Emin Çölaşan 'SABETAYCILAR makalesi
- - Ahmet Hakan ve Mehmed Sevket Eygi Sabetaycılık

- Datos: Q14192963